# Peter Pfister
Peter Pfister (* 19. Dezember 1952 in Fürstenfeldbruck) ist ein deutscher römisch-katholischer Theologe, Kirchenhistoriker, Archivwissenschaftler, Autor und Publizist, Diakon. Er war  Archivdirektor und Leiter des Archivs des Erzbistums München und Freising, des Erzbischöflichen Archivs München und Diözesanarchivar des Erzbistums München und Freising sowie Direktor der Diözesanbibliothek des Erzbistums München und Freising.

## Leben
Peter Pfister leistete nach dem Abitur 1972 in Fürstenfeldbruck von 1972 bis 1973 Militärdienst bei der Luftwaffe. Er studierte von 1973 bis 1978 Katholische Theologie, Germanistik und Geschichte an der Ludwig-Maximilians-Universität in München, wo er 1978 mit dem Ersten Staatsexamen für das Lehramt an Gymnasien als auch mit dem Diplom in Katholischer Theologie abschloss. Es folgte von 1978 bis 1980 ein Promotionsstudium in Katholischer Theologie mit Schwerpunkt Kirchengeschichte des Mittelalters und der Neuzeit bei Georg Schwaiger sowie Liturgiewissenschaft und Dogmatik mit dem Abschluss der Promotion an der Katholisch-Theologischen Fakultät der Universität München 1980.

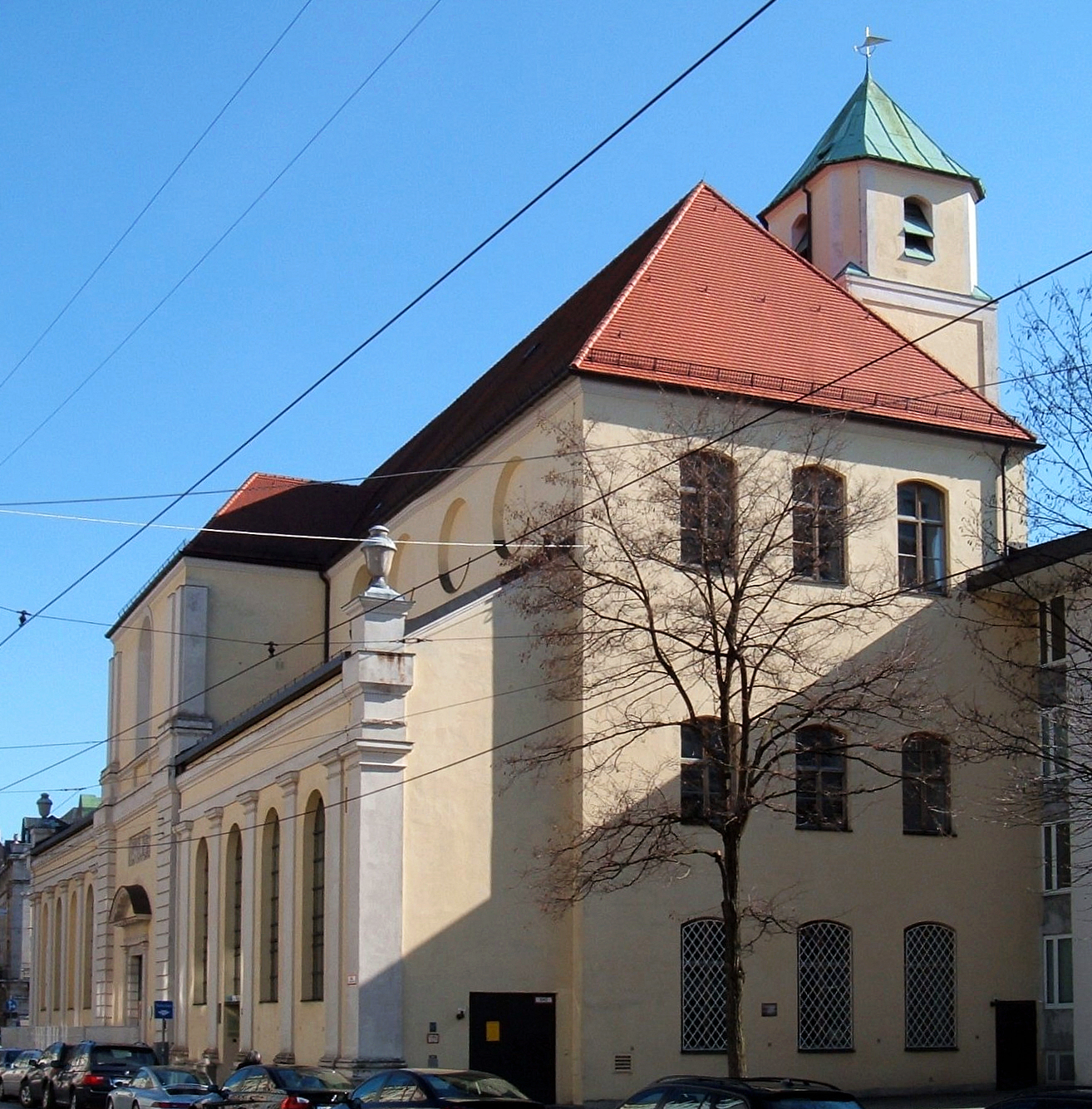
Erzbischöfliches Archiv München (ehemalige Karmelitenkirche)

Pfister war von 1981 bis 1993 als persönlicher Referent des Generalvikars des Erzbischofs von München und Freising und Erzbischöflicher Notar tätig. Er war enger Mitarbeiter der Generalvikare Gerhard Gruber und Robert Simon. Von 1993 bis 1996 arbeitete er als Archivoberrat am Archiv des Erzbistums München und Freising und legte 1996 das Staatsexamen für den Höheren Archivdienst an der Bayerischen Archivschule, Generaldirektion der Staatlichen Archive Bayerns, ab. 1996 wurde er stellvertretender Leiter des Archivs des Erzbistums München und Freising. 1998 wurde Pfister zum Archivdirektor und Leiter des Archivs des Erzbistums München und Freising, des Erzbischöflichen Archivs München und der Registratur des Generalvikariats ernannt, zugleich zum Diözesanarchivar des Erzbistums München und Freising, 2008 auch zum Direktor der Diözesanbibliothek. Seine Tätigkeit in der Registratur endete mit der Neuerrichtung einer Hauptabteilung Schriftgutverwaltung im Rahmen einer Strukturreform des Erzbischöflichen Ordinariats München zum 1. Januar 2011.
Schwerpunkte seiner archivischen Tätigkeit sind die Öffnung des archivischen Nachlasses von Erzbischof Michael Kardinal von Faulhaber für die wissenschaftliche Forschung im Jahr 2002, die Öffnung der Akten von Erzbischof Julius Kardinal Döpfner zum Zweiten Vatikanischen Konzil und der Ausbau der archivischen Öffentlichkeitsarbeit.
1996 wurde Pfister Familiare, also Laienmitglied des Zisterzienserordens. 1999 wurde er durch Erzbischof Friedrich Kardinal Wetter zum Ständigen Diakon des Erzbistums München und Freising geweiht und nebenamtlich zur Seelsorgemithilfe am Dom Zu Unserer Lieben Frau in München und an der ehemaligen Zisterzienserabteikirche Fürstenfeld bei Fürstenfeldbruck angewiesen.
Seit 2003 ist er Dozent an der Bayerischen Archivschule (Generaldirektion der Staatlichen Archive Bayerns) für das Fach Katholisches Kirchenrecht. Von 2008 bis 2012 war Peter Pfister Vorsitzender der Konferenz der Diözesanarchive der Kirchenprovinz München und Freising, von 2010 bis 2014 war er Vorsitzender der Bundeskonferenz der katholischen kirchlichen Archive in Deutschland. Pfister trat als Leiter des Archivs des Erzbistums, des Erzbischöflichen Archivs und der Diözesanbibliothek zum 1. Juli 2018 in den Ruhestand.
Schwerpunkte seiner publizistischen Tätigkeit sind die Geschichte des Erzbistums, die Geschichte der Zisterzienser, die bayerische Kirchengeschichte sowie der Münchener Dom Zu Unserer Lieben Frau. Er ist Herausgeber der Reihen Schriften des Archivs des Erzbistums München und Freising und Diözesanbibliothek des Erzbistums München und Freising, Ausstellungskataloge, Neue Folge.
Peter Pfister ist verheiratet und hat zwei Kinder.
Seit 1965 ist er aktiver Tischtennisspieler in der Tischtennisabteilung des Sportclubs Fürstenfeldbruck (seit 2015 TuS Fürstenfeldbruck); 1970–2004 war er auch Tischtennis-Schiedsrichter mit zahlreichen nationalen und internationalen Einsätzen (Weltmeisterschaft 1989 in Dortmund, Olympische Sommerspiele 1996 in Atlanta).

## Schriften

### Als Verfasser
- Das Kollegiatstift Ilmmünster. Pfaffenhofen a. d. Ilm 1989, ISBN 3-7787-3190-4. (zugleich Dissertation, München 1980)
- Reihe Leben aus dem Glauben. Das Bistum Freising (ab Heft 5 mit dem Untertitel Das Erzbistum München und Freising). Éditions du Signe, Strasbourg 1989–1996.
  - Heft 1: Anfänge, Korbinian, Bistumsorganisation.
  - Heft 2: Das Mittelalter.
  - Heft 3: Reformation, Gegenreformation und Barockzeit.
  - Heft 4: Das Erzbistum München und Freising.
  - Heft 5: Wallfahrt, Volksfrömmigkeit und Heiligenverehrung.
  - Heft 6: Die Kathedralen in München und Freising.
  - Heft 7: Das Kreuz, Symbol unseres Glaubens.
  - Heft 8: Maria, Mutter Gottes.
  - Heft 9: Kirche. Liturgie, Licht und Raum.
- Das Zisterzienserkloster Fürstenfeld. Schnell & Steiner, Regensburg, 2., völlig neubearb. Aufl. 1998, ISBN 3-7954-1159-9.

sowie mehrere Hefte in der Reihe Kleine Kunstführer. Schnell & Steiner, Regensburg.

### Als Mitverfasser
- mit Oskar Simmel: Der heilige Benno. Patron Münchens und Bayerns. Ein kirchengeschichtlicher Beitrag. München 1984.
- mit Thomas Forstner, Susanne Kornacker: Kardinal Michael von Faulhaber, 1869–1952. Eine Ausstellung des Archivs des Erzbistums München und Freising, des Bayerischen Hauptstaatsarchivs und des Stadtarchivs München zum 50. Todestag, München, 6. Juni bis 28. Juli 2002. München 2002, ISBN 3-921635-67-5.
- mit Guido Treffler: Erzbischöfliches Archiv München, Julius Kardinal Döpfner. Archivinventar der Dokumente zum Zweiten Vatikanischen Konzil. Schnell & Steiner, ISBN 3-7954-1439-3.

### Als Herausgeber
- Klosterführer aller Zisterzienserklöster im deutschsprachigen Raum. Fink, München, 2. Aufl. 1998, ISBN 3-931820-57-2.
- Ein Segen für das Land. Der heilige Korbinian, Bischof in Freising. Verlag Sankt Michaelsbund, München 1999, ISBN 3-920821-12-2.
- Blutzeugen der Erzdiözese München und Freising. Die Märtyrer des Erzbistums München und Freising in der Zeit des Nationalsozialismus. Schnell & Steiner, Regensburg 1999, ISBN 3-7954-1270-6.
- Von Arbeo zum Internet. Geschichtsschreibung und Geschichtsforschung im Bistum Freising und im Erzbistum München und Freising, Ausstellung des Archivs des Erzbistums München und Freising anläßlich des 75-jährigen Gründungsjubiläums des Vereins für Diözesangeschichte von München und Freising. München 1999, online (PDF; 14,8 MB).
- Katholische Kirche und Zwangsarbeit. Stand und Perspektiven der Forschung. Schnell & Steiner, Regensburg 2001, ISBN 3-7954-1417-2.
- Julius Kardinal Döpfner und das Zweite Vatikanische Konzil. Vorträge des Wissenschaftlichen Kolloquiums anläßlich der Öffnung des Kardinal-Döpfner-Konzilsarchivs am 16. November 2001 in München. Schnell & Steiner, Regensburg 2002, ISBN 3-7954-1477-6.
- Michael Kardinal von Faulhaber (1869–1952). Beiträge zum 50. Todestag und zur Öffnung des Kardinal-Faulhaber-Archivs. Predigt und Vorträge, Ansprachen und Berichte. Schnell & Steiner, Regensburg 2002, ISBN 3-7954-1548-9.
- Joseph Ratzinger und das Erzbistum München und Freising. Dokumente und Bilder aus kirchlichen Archiven, Beiträge und Erinnerungen. Schnell & Steiner, Regensburg 2006, ISBN 3-7954-1914-X.
- Eugenio Pacelli – Pius XII. (1876–1958) im Blick der Forschung. Vorträge zur Ausstellung „Opus Iustitiae Pax“ in München. Schnell & Steiner, Regensburg 2009, ISBN 978-3-7954-2329-2.
- Für das Leben der Welt. Der Eucharistische Weltkongress 1960 in München. Schnell & Steiner, Regensburg 2010, ISBN 978-3-7954-2443-5.
- Geliebte Heimat. Papst Benedikt XVI. und das Erzbistum München und Freising. Verlag Sankt Michaelsbund, München 2011, ISBN 978-3-939905-95-0.
- Julius Kardinal Döpfner (1913–1976). Daten und Bilder zu seinem Wirken in Würzburg, Berlin und München. Schnell & Steiner, Regensburg 2013. ISBN 978-3-7954-2824-2.

### Als Mitherausgeber
- mit Hans Ramisch: Der Dom Unserer Lieben Frau in München. Geschichte – Beschreibung. Wewel, München 1987; 3., völlig überarb. Neuaufl. 1994, ISBN 3-87904-199-7.
- mit Hans Ramisch: Marienwallfahrten im Erzbistum München und Freising. Pustet, Regensburg 1989, ISBN 3-7917-1201-2.
- mit Helmut Hempfer: St. Ludwig in München. 150 Jahre Pfarrei 1844–1994. Weißenhorn 1994, ISBN 3-87437-357-6.
- mit Andreas R. Batlogg, Clemens Brodkorb: Erneuerung in Christus. Das Zweite Vatikanische Konzil (1962–1965) im Spiegel Münchener Kirchenarchive. Schnell & Steiner, Regensburg 2012, ISBN 978-3-7954-2686-6.